# Rainer Stuhlmann-Laeisz
Rainer Stuhlmann-Laeisz (* 29. Oktober 1942 in Hamburg) ist ein deutscher Philosoph.

## Leben und Wirken
Nach der Promotion zum Dr. phil. 1972 in Göttingen und der Habilitation an der Universität Göttingen 1980 war er von 1986 bis 2008 Professor für Logik und Grundlagenforschung in Bonn.
Seine Forschungsschwerpunkte sind Logik, Anwendungen der Logik in anderen philosophischen Disziplinen (insbesondere: Ethik und Klassikerinterpretation), Erkenntnis- und Wissenschaftstheorie.